# Gérald Karsenti
Gérald Karsenti, nascido a 17 de junho de 1962 em Tremecém, é uma personalidade francesa do mundo dos negócios.

## Biografia
Obteve o doutoramento no Science Po. Gérald Karsenti possui ainda um mestrado em gestão pela HEC Paris, um diploma pela Universidade de Oxford na área da gestão da mudança, um mestrado em finanças pela Sorbonne Business School e um mestrado em economia empresarial pelo Instituto de Economia e Gestão de Nantes (antiga Universidade de Ciências Económicas de Nantes).
Durante a sua carreira, ocupou cargos internacionais, principalmente na IBM.
No final de 2006, ingressou na Hewlett-Packard França como vice-presidente e director geral de vendas da actividade Enterprise Business.
Em 2010, assumiu o comando da divisão Enterprise Services, como vice-presidente e director geral, após a aquisição do grupo EDS. A 31 de julho de 2017, deixou a Hewlett-Packard após uma carreira de 10 anos.
Ingressou na Oracle em setembro de 2017 como general manager, empresa que deixou em 2018 para integrar a SAP, como presidente e CEO. Deixa a SAP no início de 2023.
Em 2023, aderiu ao fundo de investimento Qualium Investissement.

## Distinções
Gérald Karsenti foi armado cavaleiro da Legião de Honra no contingente do Ministério do Ensino Superior e Investigação a 12 de julho de 2013. Em 2022, Gérald Karsenti foi elevado ao posto de oficial da Ordem Nacional do Mérito no contingente de Élisabeth Borne.

### Participação em trabalhos coletivos
- Mixité, quand les hommes s'engagent, Explications - Propositions - Actions, Marie-Christine Mahéas, éditions Eyrolles, 2015
- Gender balance, when men step up, What ? Why ? How ? - A toolkit leader, Marie-Christine Mahéas, éditions Eyrolles, 2016